# Conus hirasei
Espèce
Statut de conservation UICN

 LC  : Préoccupation mineure
Conus hirasei est une espèce de mollusque gastéropode marin appartenant à la famille des Conidae.

## Répartition
Japon.

## Description
- Longueur : 9 cm.